# Begoña Vargas
Begoña Vargas, all'anagrafe Begoña Vargas López (Madrid, 18 dicembre 1999), è un'attrice, ballerina e modella spagnola.

## Biografia
Begoña Vargas è nata il 18 dicembre 1999 a Madrid (Spagna), fin da piccola ha mostrato un'inclinazione per la recitazione e per la danza.

## Carriera
Begoña Vargas all'età di dieci anni ha iniziato a studiare in una scuola di danza a Loeches (in provincia di Madrid), dopodiché ha anche cominciato ad allenarsi per diventare attrice. Alcuni anni dopo ha iniziato a lavorare in diversi spettacoli teatrali per bambini, come I miserabili di Victor Hugo o Il conte di Montecristo di Alexandre Dumas.
Nel 2018 ha fatto la sua prima apparizione come attrice con il ruolo di Virginia nella serie Centro médico. L'anno successivo, nel 2018, ha ricoperto il ruolo di una cameriera nella serie Paquita Salas. Nello stesso anno ha recitato nel cortometraggio Lunes diretto da David Pámpano-Godino. Nel 2018 e nel 2019 è stata scelta per interpretare il ruolo di Roberta Luna Miñambres nella serie La otra mirada.
Nel 2019 ha interpretato il ruolo della protagonista Andrea nella serie Boca Norte. Nel 2019 e nel 2020 ha ricoperto il ruolo di Verónica de García nella serie Alto mare (Alta mar). Nel 2020 ha fatto il suo debutto cinematografico nel film dell'orrore Possession - L'appartamento del diavolo (Malasaña 32) diretto da Albert Pintó.
Nel 2021, ha ricoperto il ruolo di Tere nel film Le leggi della frontiera (Las leyes de la frontera) diretto da Daniel Monzón e in quello di Centauro di Daniel Calparsoro. Nello stesso anno è entrata a far parte del cast della seconda stagione della serie di Movistar Plus+ Paraíso, nel ruolo di Evelyn Farré López. Sempre nel 2021 ha partecipato al programma televisivo Días de cine, in onda su La 2.
Nel 2022 ha partecipato ai programmi televisivi Cara a cara, El Hormiguero (in onda su Antena 3) e Alguna pregunta més? (in onda su TV3). Nello stesso anno è stata scelta per interpretare il ruolo di Bel nella serie di Netflix Benvenuti a Eden (Bienvenidos a Edén) e dove ha recitato insieme ad attrici come Amaia Aberasturi, Amaia Salamanca, Belinda, Ana Mena e Berta Vázquez. Nel 2023 è entrata a far parte del cast della serie di Netflix Berlín, nel ruolo di Cameron.

## Filantropia
Begoña Vargas collabora da anni con l'Associazione Spagnola Indigo, che si prende cura dei bambini orfani su un'isola del Kenya, e che fornisce loro educazione e cura. Inoltre, ha sponsorizzato a casa una ragazza di quell'associazione, di nome Emily.

## Filmografia

### Cinema
- Possession - L'appartamento del diavolo (Malasaña 32), regia di Albert Pintó (2020)
- Le leggi della frontiera (Las leyes de la frontera), regia di Daniel Monzón (2021)
- Centauro, regia di Daniel Calparsoro (2022)

### Televisione
- Centro médico – serie TV, 1 episodio (2017)
- Paquita Salas – serie TV, 1 episodio (2018)
- La otra mirada – serie TV, 21 episodi (2018-2019)
- Boca Norte – serie TV, 6 episodi (2019)
- Alto mare (Alta mar) – serie TV, 22 episodi (2019-2020)
- Paraíso – serie TV, 4 episodi (2021)
- Benvenuti a Eden (Bienvenidos a Edén) – serie TV, 8 episodi (dal 2022)
- Berlino (Berlín) – serie TV, 8 episodi (2023)

### Cortometraggi
- Lunes, regia di David Pámpano-Godino (2018)

## Programmi televisivi
- Días de cine (La 2, 2021)
- Cara a cara (2022)
- El Hormiguero (Antena 3, 2022)
- Alguna pregunta més? (TV3, 2022)

## Doppiatrici italiane
Nelle versioni in italiano delle opere in cui ha recitato, Begoña Vargas è stata doppiata da:
- Serena Sigismondo[23] in Alto mare[24]
- Veronica Benassi[25] in Possession - L'appartamento del diavolo[26]
- Margherita De Risi[27] ne Le leggi della frontiera[28]
- Livia Amatucci[29] in Benvenuti a Eden[30]
- Ludovica Bebi in Berlino

## Riconoscimenti
- Premio Gaudí
  - 2022: Candidatura come Miglior attrice per il film Le leggi della frontiera (Las leyes de la frontera)
- Premio dell'Unione di attori e attrici
  - 2022: Candidatura come Miglior nuova attrice per il film Le leggi della frontiera (Las leyes de la frontera)
- Fotogrammi d'argento
  - 2022: Candidatura come Miglior attrice cinematografica per il film Le leggi della frontiera (Las leyes de la frontera)